# Базаршолан
Базаршолан (каз. Базаршолан) — село в Акжаикском районе Западно-Казахстанской области Казахстана. Административный центр Базаршоланского сельского округа. Находится на левом берегу реки Урал, примерно в 134 км к юго-юго-востоку (SSE) от села Чапаев, административного центра района. Код КАТО — 273245100.

## Население
В 1999 году численность населения села составляла 2082 человека (1063 мужчины и 1019 женщин). По данным переписи 2009 года, в селе проживал 1460 человек (750 мужчин и 710 женщин).